# (3687) Dzus
(3687) Dzus (A908 TC) – planetoida z grupy pasa głównego asteroid okrążająca Słońce w ciągu 4,52 lat w średniej odległości 2,73 au Odkrył ją August Kopff 7 października 1908 roku.